# Ivo Hirschler
Ivo Hirschler (* 26. Oktober 1931 in Stadl an der Mur) ist ein österreichischer Schriftsteller und Journalist.

## Werdegang
Ab 1959 war er Redakteur, Lokalchef und Leiter der Feuilletonredaktion der Neuen Zeit, wo insbesondere seine Kolumnen und Serien für Aufsehen sorgten.
Hirschler veröffentlichte eine Reihe von Romanen und über hundert Hörspiele. Die ab 1974 gesendete Hörspielreihe Sprechstunde bei Dr. Weiß gilt als eine der erfolgreichsten Österreichs. Daneben arbeitete er auch fürs Theater.

## Auszeichnungen
- Förderungspreis zum Staatspreis für Literatur
- Deutscher Erzählerpreis der Henri Nannen Stiftung
- Paula-Grogger-Preis des steirischen Schriftstellerbundes